# ساوت چارلستون (ویرجینیای غربی)
ساوت چارلستون (به انگلیسی: South Charleston) یک شهر در ایالات متحده آمریکا است که در شهرستان کاناوا، ویرجینیای غربی واقع شده‌است. ساوت چارلستون ۲۲٫۰۴ کیلومتر مربع مساحت و ۱۳٬۴۵۰ نفر جمعیت دارد و ۱۸۳ متر بالاتر از سطح دریا قرار دارد.